# 차라야베

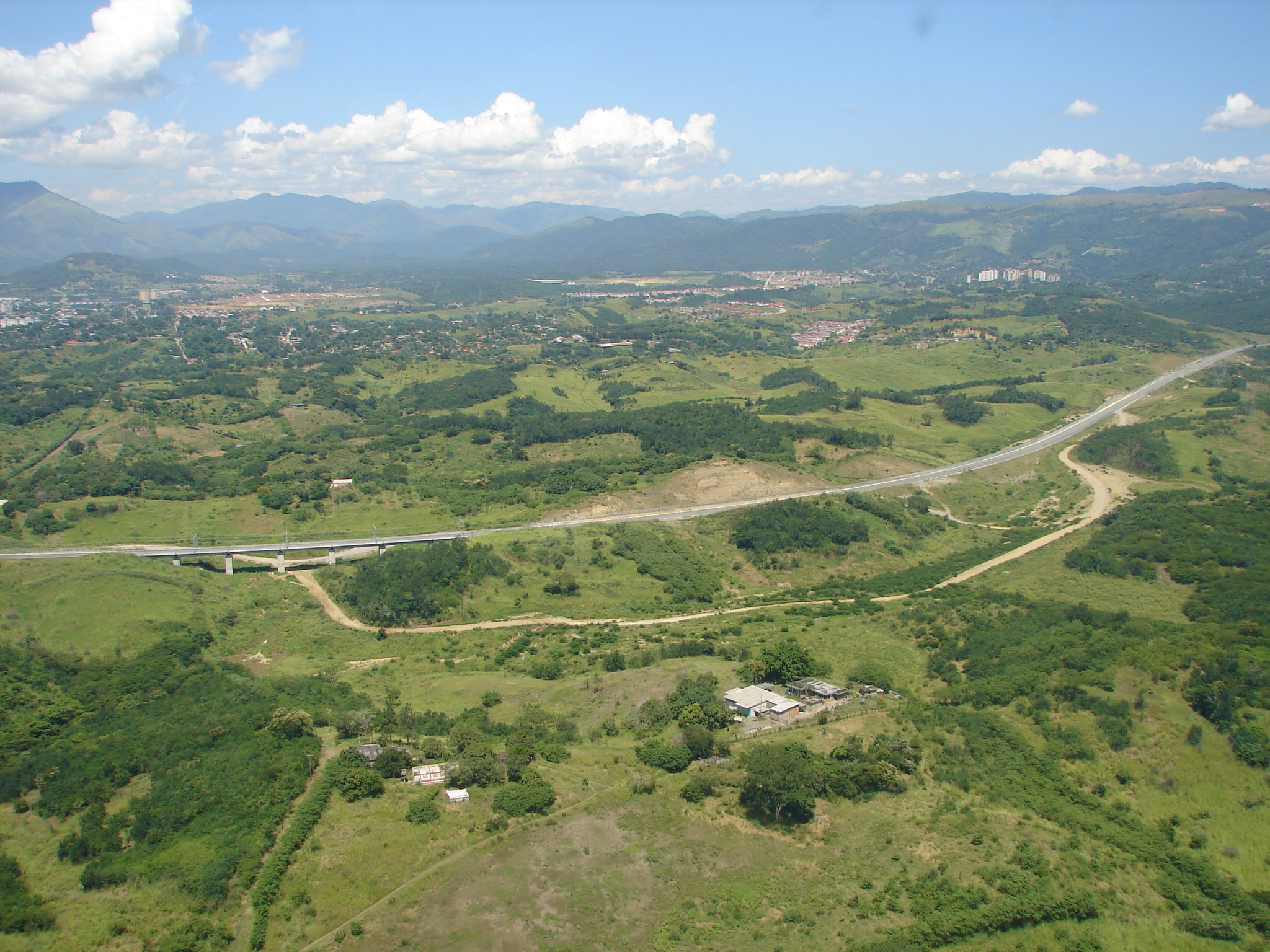

차라야베(스페인어: Charallave)는 베네수엘라 미란다주의 도시로 크리스토발로하스 시의 행정 중심지이며 높이는 315m, 인구는 129,214명(2001년 기준)이다. 1681년에 설립되었다.